# Clathria toxitenuis
Clathria toxitenuis är en svampdjursart som beskrevs av Topsent 1925. Clathria toxitenuis ingår i släktet Clathria och familjen Microcionidae.
Artens utbredningsområde är Italien. Inga underarter finns listade i Catalogue of Life.